# Mark Arm
Mark Arm es el vocalista de la banda de grunge Mudhoney, creador del término "grunge" para definir el estilo de música que él y otros muchos grupos tocaban en la ciudad de Seattle en aquel momento. Su primera banda, Green River, fue una de las pioneras en el movimiento de Seattle.

## Biografía

### Inicios
Los primeros contactos de Arm con la música rock comenzaron en su instituto formando bandas adolescentes como "Mr. Epp And The Calculations", desaparecida en 1982. Poco después, junto con Steve Turner (compañero en su antigua banda y amigo íntimo), son reclutados en la banda Limp Richerds, aunque su estancia allí sólo duró unas pocas semanas. Después de este fugaz paso por la banda, los dos músicos forman junto con Stone Gossard y Jeff Ament el grupo Green River, que se separaría después de editar dos EP y un disco grande. De la separación de esta banda saldrían Mudhoney (Arm y Turner) y Mother Love Bone (Gossard y Ament).

### Mudhoney
Artículo principal: Mudhoney
Arm y Turner reclutan al exbajista de The Melvins Matt Lukin, y a Dan Peters para formar Mudhoney, con quien editarían álbumes hasta la actualidad, a pesar de ser una de las bandas menos reconocidas por el público en la época grunge. Todos los álbumes de la banda se editaron bajo el sello Sub Pop.

### El consumo de drogas
Cuando el grunge explotó en los años 90, Mark Arm escribió un ensayo cómico de no ficción sobre fumar marihuana e ir a la Casa Blanca de Clinton con Pearl Jam.
En 2008, le dijo a The Washington Post Express, "Yo no fumo marihuana frecuentemente. Pero ayer me drogué [risas] ... después del show. No me opongo a fumar marihuana o que la gente fume marihuana. De vez en cuando me fumo un porro, pero no puedo llegar a ideas creativas cuando estoy drogado. Normalmente me quedo paralizado en el sofá".
De acuerdo con un artículo reciente en la revista MOJO, Mark Arm comenzó a usar heroína en 1987 y en el verano de 1989, "... me había capturado completamente". Al parecer, la banda tenía poca paciencia con su adicción, por lo que "usaba heroína cuando no había actividad con Mudhoney y luego me detenía cuando empezábamos las giras". "Así que realmente estuve acostumbrado a dejarla", dice Arm. "Pasas por síntomas similares a la gripe durante un par de días, entonces piensas en ello durante meses". Arm llegó a su punto más bajo en la víspera de Año Nuevo 1992, cuando sufrió una sobredosis por cuarta vez. Dejó de usar heroína en 1993 cuando se involucró con Emily Rieman, ahora su esposa.

### Solo y proyectos secundarios
Arm lanzó "The Freewheelin 'Mark Arm", un sencillo en solitario en 1990.
Él era un cantante y guitarrista del grupo Bloodloss y cantante para el Seattle supergrupo The Monkeywrench. Miembros monkeywrench incluyen Arm, Turner, Tim Kerr (Lord Hi fijadores, Big Boys, Poison 13), Tom Price (Gas Huffer) y Martín Sosa (Bloodloss). También ha hecho apariciones especiales en varios álbumes, sobre todo en Alice in Chains 1992 EP " Sap.
En 1998, él hizo una aparición en la película banda sonora de la película Velvet Goldmine con Ron Asheton, Mike Watt, Thurston Moore y Steve Shelley bajo el nombre Wylde Rattz.
En 1999, grabó las voces para la canción "I Need Somebody", un cover de la canción de The Stooges, que figuran en la nebulosa primer álbum 's, Para el Centro.
En 2000, Arm, Turner, Peters, de Scott McCaughey, Tom Price y Bill Henderson grabaron el álbum La Nueva original de Sonic Sound "bajo el nombre de la banda The New Strychnines. grabaron una recopilación de 16 temas de la banda de garage de mediados de los 60 Seattle legendario Los Sonics. El álbum fue lanzado por el Libro de Actas.
En 2004, él viajó con MC5, de pie por la última Rob Tyner en las voces.
En 2013, él contribuyó con su voz en Los científicos 'versión de "Set It On Fire" de Melvins 'álbum Everybody Loves Embutidos.
- Datos: Q285341